# Saint-Sardos, Lot-et-Garonne
Saint-Sardos är en kommun i departementet Lot-et-Garonne i regionen Nouvelle-Aquitaine i sydvästra Frankrike. Kommunen ligger i kantonen Prayssas som tillhör arrondissementet Agen. År 2022 hade Saint-Sardos 292 invånare.

## Befolkningsutveckling
Antalet invånare i kommunen Saint-Sardos
| Referens: INSEE |